# 采西斯城堡
采西斯城堡是位於拉脫維亞城市采西斯的一個城堡。采西斯城堡始建於1209年，在大北方戰爭期間曾遭到毀壞。現在采西斯城堡是一個旅遊景點。

## 外部連結
- 维基共享资源上的相關多媒體資源：采西斯城堡
- Construction of the Order’s Castle in Cesis, Latvia[]

57°18′50″N 25°16′08″E / 57.3137999°N 25.2687693°E